# マテウシュ・プラスゼリク
マテウシュ・プラスゼリク（ポーランド語: Mateusz Praszelik、2000年9月26日 - ）は、ポーランド・ラチブシュ出身のサッカー選手。セリエA・エラス・ヴェローナFC所属。ポジションはMF。

## クラブ経歴

### レギア・ワルシャワ
2019年3月19日、ポーランド・カップのラクフ・チェンストホヴァ戦にて、ミハウ・クハルチクとの交代でプロデビューを果たした。また、同年7月12日にはMKSポゴニ・シュチェチンとの試合でエクストラクラサデビュー。

### シロンスク・ヴロツワフ
2020年7月2日、シロンスク・ヴロツワフと4年契約を交わした。

### エラス・ヴェローナ
2022年1月29日、2023年1月31日までの契約でエラス・ヴェローナFCにレンタル移籍をした。その後買取オプションが行使され、完全移籍となった。

### コゼンツァ
2023年1月26日、コゼンツァ・カルチョにレンタル移籍。

## タイトル
レギア・ワルシャワ
- エクストラクラサ : 1回 (2019-20)

個人
- エクストラクサ月間最優秀若手選手賞 : 2回 (2020年8月[7], 2021年9月[8])